# Național Râmnicu Vâlcea (handbal feminin)
Național Râmnicu Vâlcea este o echipă de handbal feminin din Râmnicu Vâlcea, România, care evoluează în Seria B a Diviziei A. Echipa este formată din jucătoare J1 (junioare 1) de la Centrul Național de Excelență din Râmnicu Vâlcea. În sezonul 2018-2019,antrenor este Marius Dănuleț.
Național Râmnicu Vâlcea își desfășoară meciurile de pe teren propriu în sala de sport a Colegiului Energetic și, ocazional, în Sala Sporturilor „Traian” din localitate.

## Lotul de jucătoare
Echipa în sezonul 2017-2018:
| Nr. | Naționalitate / Nume       | Post                 | Înălțime | Greutate | Data nașterii (vârstă) |
| --- | -------------------------- | -------------------- | -------- | -------- | ---------------------- |
| 0   | Ioana Beatrice Bălăceanu   | Centru/ inter stânga | 1,74 m   |          | 13 februarie 2001      |
| 0   | Andreea Lorena Ciculescu   | Extremă stânga       |          |          | 21 iulie 2000          |
| 0   | Diana Cristina Ciucă       | Portar               | 1,78 m   |          | 1 iunie 2000           |
| 0   | Carina Amalia Ciui         | Portar               |          |          | 11 aprilie 2000        |
| 0   | Elena Dulgheriu            | Portar               | 1,80 m   |          | 22 martie 2001         |
| 0   | Ștefania Gheorghe          | Centru               |          |          | 19 martie 2001         |
| 0   | Ștefania Jipa              | Pivot                | 1,74 m   |          | 1 martie 2001          |
| 0   | Georgeta Magdalena Lăcătuș | Portar               | 1,79 m   |          | 17 aprilie 2001        |
| 0   | Iuliana Daniela Marin      | Pivot                | 1,79 m   |          | 11 aprilie 2001        |
| 0   | Cătălina Mățaru            | Inter                | 1,75 m   |          | 12 aprilie 2000        |
| 0   | Dana Matei                 | Inter                |          |          | 9 decembrie 2001       |
| 0   | Ana Maria Mincu            | Pivot                |          |          | 14 decembrie 2001      |
| 0   | Patricia Valentina Moraru  | Inter stânga         | 1,76 m   |          | 18 septembrie 2000     |
| 0   | Andra Liviana Moroianu     | Extremă dreapta      |          |          | 15 septembrie 2000     |
| 0   | Irina Neacșu               | Inter dreapta        | 1,76 m   |          | 28 septembrie 2000     |
| 0   | Daniela Iordani Necula     | Extremă dreapta      |          |          | 22 septembrie 2000     |
| 0   | Andreea Gabriela Preduca   | Inter                | 1,73 m   |          | 7 noiembrie 2000       |
| 0   | Daniela Nicoleta Șchiopu   | Inter                |          |          | 7 decembrie 2000       |
| 0   | Bianca Luiza Șoavă         |                      | 1,80 m   |          | 30 septembrie 2001     |
| 0   | Roberta Maria Stamin       | Extremă stânga       | 1,73 m   |          | 25 februarie 2001      |
| 0   | Natalia Teodor             |                      |          |          | 23 martie 2001         |
| 0   | Denisa Andreea Vâlcan      | Extremă stânga       | 1,73 m   |          | 19 septembrie 2000     |